# Anna Karzyńska
Anna Karzyńska (ur. 15 lipca 1990 r.) – polska wioślarka.

## Osiągnięcia
- Mistrzostwa Świata Juniorów – Linz 2008 – czwórka podwójna – 12. miejsce[1].
- Mistrzostwa Świata U-23 – Račice 2009 – ósemka – 3. miejsce[1].
- Mistrzostwa Europy – Montemor-o-Velho 2010 – ósemka – 7. miejsce[1].
- Akademickie Mistrzostwa Świata - Kazań 2012 - czwórka długa - 3. miejsce.
- Mistrzostwa Polski - Poznań 2012 - jedynka - 1. miejsce